# Attentat du cinéma Saint-Michel
L'attentat du cinéma Saint-Michel est l'incendie criminel, dans la nuit du 22 au 23 octobre 1988, du cinéma Espace Saint-Michel à Paris. Un groupe intégriste catholique a déposé un engin incendiaire dans ce cinéma pour protester contre la projection du film La Dernière Tentation du Christ de Martin Scorsese, dans un climat tendu avec une vive opposition de la communauté catholique.
Le feu, qui s'est déclenché peu après minuit, a pris naissance sous un fauteuil de la salle du sous-sol, moins surveillée, où était projeté Un lundi trouble de Mike Figgis. L'engin incendiaire était constitué d'une charge de chlorate de potassium déclenchée par une ampoule d'acide sulfurique. Cet attentat a fait quatorze blessés dont quatre sévères,. Cinq personnes sont condamnées le 3 avril 1990 par la 10e chambre de la Cour d'appel de Paris, à des peines de 15 à 36 mois d'emprisonnement avec sursis et à 450 000 francs de dommages et intérêts,.